# 4740 Veniamina
4740 Veniamina è un asteroide della fascia principale. Scoperto nel 1985, presenta un'orbita caratterizzata da un semiasse maggiore pari a 2,7135952 UA e da un'eccentricità di 0,2115008, inclinata di 8,01388° rispetto all'eclittica.